# Superstitio
Superstitio (lateinisch, aus dem Adjektiv super-stes, Gen. super-stitis „darüber, oberhalb stehend“, übertragen: „überlegen“), deutsch auch Aberglaube (als „fehlerhafter oder verkehrter religiöser Kult“), bedeutet wörtlich übersetzt Überglaube und bedeutet ursprünglich im Altlateinischen wahrscheinlich das Außer-sich-Sein, also die Ekstase während eines Opfers zu wahrsagerischen Zwecken. 
Mit dem Missbrauch solcher bewusstseinsverändernder Formen des Gottesdienstes oder Kultes scheint sich ein verächtlicher Klang untergemischt zu haben, der später dann dominant hervortrat. Hier tritt das Wort dann in den Gegensatz zu religio, wie bei Marcus Terentius Varro belegt (nach Augustinus von Hippo: De civitate Dei, 6,9,2):
„[…] religiosum a superstitioso ea distinctione discernat [Varro], ut a superstitioso dicat timeri deos, a religioso autem tantum uereri ut parentes, non ut hostes timeri, […]“ (Den Religiösen unterscheidet [Varro] vom Abergläubischen dadurch, dass der Abergläubische die Götter fürchte, der Religiöse sie aber so sehr verehre wie die eigenen Eltern und nicht wie Feinde fürchte.)
Zur Zeit Neros wurde der Begriff gegen die Christen gewendet, entweder in der Form superstitio illicita (illegaler Kult) oder auch als exitiabilis superstitio (unheilvoller Kult). Tacitus berichtet, Nero habe die Christen angeschwärzt, um die Vorwürfe gegen sich selbst zu entkräften.
Cicero gebraucht in seinem Werk „de natura deorum“ (Über das Wesen der Götter) die Superstitio als Gegenbegriff zur Religiosität. Die Superstitio bezeichnet bei ihm eine übertriebene Verehrung und Furcht vor den Göttern. Demgegenüber betrachtet er Religion als Kult nach festen Vorgaben und pflichtgemäße Verehrung der Götter.
Superstitio entspricht im Deutschen Aberglaube und meint, abhängig vom Zusammenhang, beispielsweise auch „Wahrsagerei“, „Überbleibsel früherer Religionspraktiken“ oder (im christlichen Mittelalter) „heidnischer Teufelspakt“.